# خوسيه دانيال بونس
خوسيه دانيال بونس (بالإسبانية: José Daniel Ponce)‏ (26 يونيو 1962 في الأرجنتين - ) هو لاعب كرة قدم أرجنتيني في مركز الوسط. شارك مع منتخب الأرجنتين لكرة القدم. أما مع النوادي، فقد لعب مع أتلتيكو جونيور وأتليتيكو توكومان وإستوديانتيس دي لا بلاتا وإيفرتون دي فينا ديل مار وبوكا جونيورز وغودوي كروز ونادي سان لورينزو ونيم أولمبيك وهواتشيباتو ويونيون ماغدالينا ونادي كوكيمبو أونيدو وGimnasia y Tiro ‏.

## وصلات خارجية
- خوسيه دانيال بونس على موقع قاعدة بيانات كرة القدم.إي يو (الإنجليزية)
- خوسيه دانيال بونس على موقع ناشيونال فوتبول تيمز (الإنجليزية)
- خوسيه دانيال بونس على موقع عالم كرة القدم.نت (الإنجليزية)